# Aerospike (motor cohete)

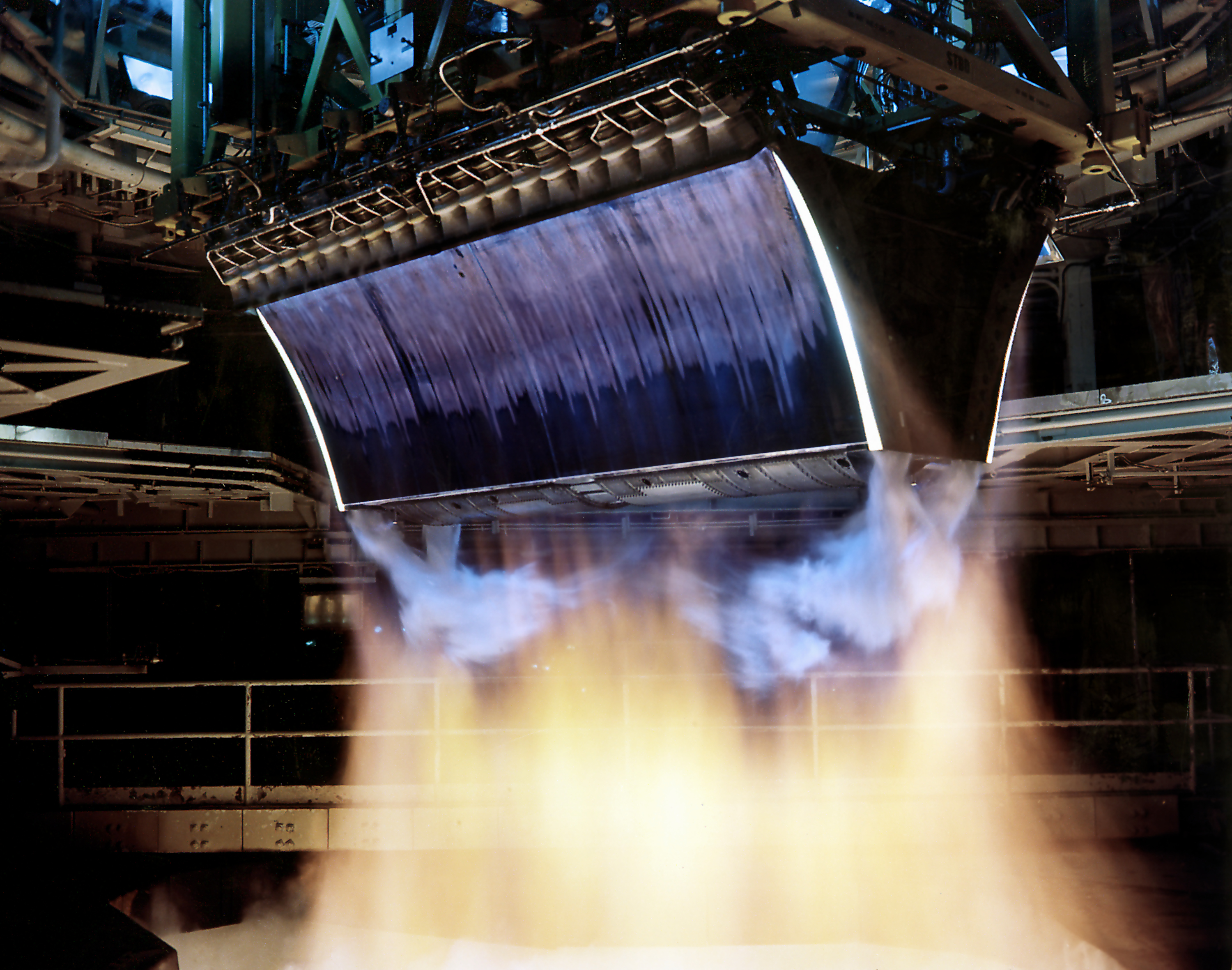
Ensayo del motor aerospike lineal XRS-2200 del X-33, un demostrador de tecnología a escala reducida del VentureStar.

Un motor aerospike o aeropunta es un tipo de motor cohete que mantiene su eficiencia aerodinámica a lo largo de un gran rango de altitudes mediante el uso de una tobera aerospike. Es por lo tanto una clase de tobera de motor cohete compensada por altitud. Un vehículo con un motor aerospike usa de un 25 a 30% menos combustible a bajas altitudes, donde la mayoría de las misiones tienen mayor necesidad de empuje.
Los motores aerospike han sido estudiados durante algunos años y son los motores de base para muchos diseños de SSTO, colocándose como fuertes competidores de los motores principales del transbordador espacial (ya retirado). Sin embargo, ningún motor aerospike está en fase de producción comercial a la fecha. Los motores aerospikes de gran tamaño están todavía en fase de prueba.

## Principios de funcionamiento
El concepto básico de cualquier tobera convencional es dirigir eficientemente el flujo de los gases de salida del motor cohete en una dirección. A la salida, la mezcla de gases a alta temperatura tiene una distribución efectiva de cantidad de movimiento aleatoria; en caso de permitir de manera directa su escape de esa manera, sólo una pequeña parte del flujo se aprovechará en la dirección adecuada para contribuir al empuje.

Comparación entre el diseño de un motor cohete de tobera convencional (izquierda) y un motor cohete aerospike (derecha).

En vez de expulsar los gases de salida a través de un pequeño agujero en mitad de la tobera, un motor aerospike evita la distribución aleatoria lanzando dichos gases a lo largo de la cara exterior de un volumen sólido con forma de cuña, el spike (o punta). Esta punta forma un lado de una tobera virtual, con el otro lado formado por el aire exterior: de ahí el término aerospike o aeropunta. Esto hace que los gases se distribuyan eficientemennte en todas las alturas, ya que cuanto más alto está el cohete, menos presión atmosférica encontramos y los gases expulsados se distribuyen de otra manera más eficiente.

## Variaciones
Existen varias versiones del diseño, diferenciadas por su forma. En el aerospike toroidal la punta es parabólica con los gases de salida siendo expulsados en un anillo que rodea un cerco exterior. En teoría, esta solución requiere un spike de longitud infinita para la óptima eficiencia; sin embargo, es posible conseguir este mismo efecto mediante el soplado de una pequeña cantidad de gas a través de un spike más corto y truncado.
En el aerospike lineal la punta consiste en una placa con forma de cuña, con los gases de escape saliendo en cada cara, empezando desde el extremo con mayor anchura. El diseño tiene la ventaja de ser “apilable”, permitiendo que varios motores más pequeños sean colocados en fila. De esta manera se consigue un motor más grande, a la vez que se posibilita un direccionamiento del flujo mediante control de empuje individual de cada uno de los motores puestos en fila.